# Бекшанка
Бекша́нка (Кочкарлейка) — река в Ульяновской области России, протекает по территории Барышского и Николаевского районов. Устье реки находится в 121 км по правому берегу реки Сызранка. Длина реки составляет 44 км. Площадь водосборного бассейна — 526 км². В 20 км от устья, по правому берегу реки впадает река Метлей.

## Данные водного реестра
По данным государственного водного реестра России относится к Нижневолжскому бассейновому округу, водохозяйственный участок реки — Сызранка от истока до города Сызрань (выше города). Речной бассейн реки — Волга от верховий Куйбышевского вдхр. до впадения в Каспий.
Код объекта в государственном водном реестре — 11010001312112100008939.